# Motorola 6809

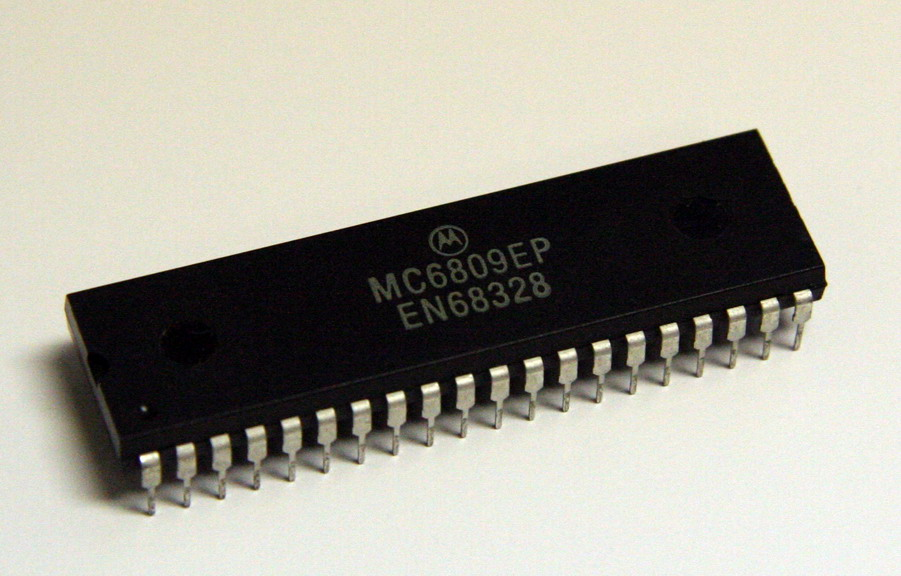
Processador Motorola 6809E de 1 MHz, fabricat el 1983.

El Motorola 6809 va ser un microprocessador de 8 bits (discutiblement, de 8/16 bits) introduït per Motorola al voltant del 1979. Ha sigut un avenç essencial sobre els seus dos predecessors, el Motorola 6800, i el relacionat MOS Technology 6502.